# Soulsavers
 (février 2016).
Si vous disposez d'ouvrages ou d'articles de référence ou si vous connaissez des sites web de qualité traitant du thème abordé ici, merci de compléter l'article en donnant les références utiles à sa vérifiabilité et en les liant à la section « Notes et références ».

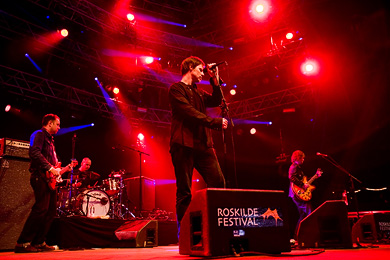
Soulsavers sur scène en 2007.

Soulsavers (également connu comme The Soulsavers Soundsystem) est une équipe de remix et de producteurs de musique anglo-américains formée par Rich Machin et Ian Glover [Quand ?]. Le son de The Soulsavers peut se cataloguer comme de l'électronique et inclut des influences du rock, du gospel, du soul, et du country. 
Le duo a sorti six albums : Tough Guys Don't Dance en 2003, It's Not How Far You Fall, It's the Way You Land (avec Mark Lanegan) en 2007, Broken en 2009 (encore avec Lanegan), The Light the Dead See en 2012, Angels & Ghosts en 2015 (ces deux derniers avec Dave Gahan, le leader de Depeche Mode) et Kubrick (en) en 2015.

## Discographie

### Albums
- Tough Guys Don't Dance (13 octobre 2003)
- It's Not How Far You Fall, It's the Way You Land (2 avril 2007)
- Broken (17 août 2009) — Mark Lanegan y est le chanteur principal. D'autres musiciens y participent, comme Mike Patton (des groupes Faith No More, Mr. Bungle et Tomahawk), Jason Pierce (de Spiritualized et Spacemen 3), Richard Hawley et Gibby Haynes (de Butthole Surfers).

- The Light the Dead See (21 mai 2012)
- Angels & Ghosts (23 octobre 2015)
- Kubrick (en) (4 décembre 2015)
- Imposter (12 novembre 2021) (Crédité Dave Gahan & Soulsavers) (album de reprises)

### Singles
- "Beginning to See the Dark" EP (27 mai 2002)
- "Revolution Song" (split 7" with Broadway Project) (31 mars 2003)
- "Closer EP" (22 novembre 2004)
- "Revival" (30 avril 2007)
- "Kingdoms of Rain" (20 août 2007)
- "Sunrise" (3 août 2009)
- "Death Bells" (14 septembre 2009)
- "Unbalanced Pieces" (2 novembre 2009)
- "Some Misunderstanding" (22 mars 2010)
- "Longest Day" (2 avril 2012)
- "Take Me Back Home" (20 août 2012)
- "All of This and Nothing" (10 septembre 2015)

### DJ mix albums
- In a Blue Room (2003)

### Remixes
- 2001 – Starsailor - Goodsouls
- 2002 – Doves - Satellites
- 2002 – Starsailor - Poor Misguided Fool
- 2003 – Broadway Project - Sufi
- 2004 – Starsailor - Four to the Floor
- 2005 – The Mothers - Speak for Me